# O Homem do Planeta X
The Man From Planet X (bra/prt: O Homem do Planeta X) é um filme estadunidense de 1951, dos gêneros ficção científica e terror, dirigido por Edgar G. Ulmer.

## Elenco
| ★ Robert Clarke             | ...... | John Lawrence                |
| ★ Margaret Field            | ...... | Enid Elliot                  |
| ★ Raymond Bond              | ...... | professor Elliot             |
| ★ William Schallert         | ...... | dr. Mears                    |
| ★ Roy Engel                 | ...... | comissário Tommy             |
| ★ Charles Davis             | ...... | Georgie, homem das docas     |
| ★ Gilbert Fallman           | ...... | dr. Robert Blane             |
| ★ David Ormont              | ...... | inspetor Porter              |
| ★ June Jeffery              | ...... | mulher do homem desaparecido |
| ★ Pat Goldin e Billy Curtis | ...... | alienígena                   |

## Sinopse
O jornalista norte-americano John Lawrence fica sabendo sobre um estranho planeta (apelidado de "Planeta X") que se aproxima da órbita da Terra. Ele vai até uma ilha pantanosa da Escócia se encontrar com seu amigo, o professor Elliot, que já está no local pois o mesmo foi identificado como o ponto de maior aproximação do Planeta X e deseja observá-lo.
Após se encontrar com o professor, sua filha e o assistente ambicioso Dr. Mears, Lawrence investiga a área e acaba por descobrir uma nave espacial e o alienígena que a pilota. O estranho ser parece precisar de auxílio e a princípio se mostra amistoso. Mas logo se descobrirão suas verdadeiras intenções.

## Produção
O filme foi produzido no Hal Roach Studios em Culver City, Califórnia, e a edição durou seis dias.
Por economia, foram usados os cenários do filme Joana d'Arc (1948), disfarçados com muita neblina.

## Lançamento

### Portugal
O filme estreou nos cinemas portugueses a 5 de julho de 1952, distribuído pela Sonoro Filme.